# Кастел'Умберто
Кастел'Умберто (итал. Castell'Umberto) је насеље у Италији у округу Месина, региону Сицилија.
Према процени из 2011. у насељу је живело 1288 становника. Насеље се налази на надморској висини од 646 м.

## Становништво
| 1936. | 1951. | 1961. | 1971. | 1981. | 1991. | 2001. | 2011. |
| ----- | ----- | ----- | ----- | ----- | ----- | ----- | ----- |
| 3.927 | 4.195 | 4.045 | 4.037 | 3.960 | 3.915 | 3.564 | 3.295 |